# 승차 공유 서비스

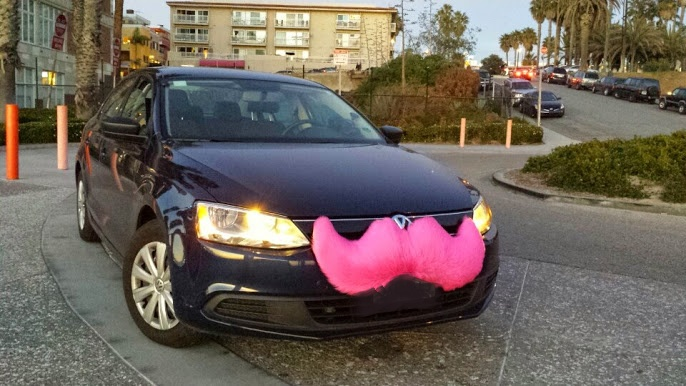
미국 로스앤젤레스의 리프트 차량

승차 공유 서비스(Ridesharing service), 또는 운송 네트워크 기업(Transportation network company, TNC)는 인터넷이나 모바일 응용 소프트웨어를 통해 차량과 운전자를 탑승자에 연결해 주는 서비스 및 기업을 일컫는다. 이같은 승차 공유 서비스는 일종의 공유경제로 분류된다. 세계적으로 우버나 리프트 등의 승차 공유 서비스가 업계를 선도하고 있으며, 대한민국의 카카오 T도 일종의 승차 공유 서비스를 제공하는 운송 네트워크 기업에 속한다.

## 특징
승차 공유 서비스는 인터넷과 모바일을 통한 즉각적인 승차 연결로, 택시가 잘 다니지 않는 인구밀도가 낮은 지역이나 저소득층 지역에서도 택시 요금보다 저렴한 운임료로 승차 서비스를 제공한다는 장점이 있다. 또한 탑승자의 요청을 해당 지역의 운전자가 수락하는 것과 동시에 목적지 거리 기준으로 결제가 되면서 승차 연결이 이루어지기 때문에, 여러 국가에 만연한 문제인 택시의 승차 거부, 경로 우회, 바가지 요금이 없다는 것도 장점으로 꼽히고 있다.
이런 승차 공유 서비스가 승객이 없는 택시들의 도심 지역 배회로 인한 교통 체증을 줄여준다는 보고도 있다. 또한 차량을 소유한 사람들이 부업으로서 운전 서비스를 제공할 수 있다는 점도 있다. 전미경제연구소(National Bureau of Economic Research)에서는 승차 공유 서비스가 기존의 전통적인 택시보다 승객들에게 더욱 효율적인 승차 서비스를 제공한다는 연구 분석을 내놓았다.

## 법적 규제
한국의 승차공유서비스는 갈라파고스 정책 때문에 망가졌다는 지적을 받는다. K팝, K드라마가 전세계인에게 사랑받으면서 많은 외국인들이 한국에 방문하지만 한국에서만 사용이 불가능한 우버, 에어비엔비 서비스 현실에 많은 외국인들이 불편을 호소했다.

### 타다금지법
한국에서는 개인운전자들이 승차공유 서비스를 제공하는 우버종류의 승차공유서비스 대신 11인승 승합차(카니발)의 렌터카에 전문적인 기사가 승차공유 서비스를 제공하는 '타다'서비스 열풍이 있었다. 타다서비스는 당시 택시업계의 강력한 반발에 직면하였으며, 관련법규 위반으로 고소고발을 당했었지만 1심에서 무죄를 선고받게 되었다. 이에 민주당은 아예 새로 법을 만들었다. 여객자동차운수사업의 종류에 ‘여객자동차운송플랫폼사업’을 신설했는데 기존 택시와 정보기술(IT)을 결합한 ‘플랫폼 택시’를 제도화하는 내용을 담았다. 
렌터카 방식의 서비스를 허용하기는 했지만, 기여금을 내고 ‘플랫폼 운송면허’를 받은 후 ‘택시 총량제’를 따르도록 했다. 이로서 민주당의 법 개정은 ‘타다 금지법’이라는 비아냥 섞인 평가로 되돌아왔다. 새로운 법은 ‘11인승 이상 15인승 이하 승합차’를 ‘대여시간 6시간 이상이거나 대여나 반납 장소를 공항이나 항만’으로 엄격히 제한했다. 
당시 국토교통부는 “타다가 더 많아지고 더 다양해질 것”이라고 했지만 타다 서비스는 바로 문을 닫았고 몇년간 후유증에 시달렸다.  기여금 부담과 총량 규제가 사업의 부담으로 작용해 관련 사업은 주저앉았다. 

### 출퇴든 승차공유 규제
타다금지법은 출퇴근 근로자를 위한 승차공유에도 엄격한 기준을 달았다. 이전에는 출퇴근 근로자를 위한 승차공유서비스는 시간제약이 없어서 "카풀로" 등의 서비가 인기를 끌기도 했으나, 법개정에 따라 출퇴근목적의 승차공유는 출근시간 2시간, 퇴근시간 2시간만 승차공유서비스를 제공하도록 규제되었다. 이로인해 승차공유를 통해 수익을 창출하려는 승차공유제공자(드라이버) 입장에서의 기대수익이 극감하게 되면서 사실상 관련 서비스도 사라졌다.

## 승차공유의 미래
한국에서는 승차공유 서비스가 맥을 못추고 있으며, 카카오택시와 같이 기존 택시서비스와 결합된 형태의 모빌리티 서비스만 남아있지만, 서비스 특허 출원등을 보면 활발한 대안등이 모색되고 있다.

### 기업주도형 승차공유
2023년 한국 특허청에는 "주차공유 연계 승차공유서비스 방법"이란 특허가 등록되었다. 이 특허는 차량으로 출퇴근하는 기업의 직원들이 승차공유 운전자로서의 역할에 더 적극적이 되도록 주차장의 이용권리를 우선 부여하는 방식의 주차공유 연계 승차공유 서비스 방법을 제시하고 있다. 
산업단지와 같이 대중교통 접근성이 취약한 곳에서 인접한 다수의 기업이나 학교 등은 주차장을 공유함으로써 구성원들의 전반적인 승차공유를 통해 출퇴근시 교통문제를 해소하고 구성원들의 교통접근성을 강화하며 CO2 발생을 저감하며 주차장 및 도로등의 비용을 절감하는 효과를 얻을 수 있는 기술적 방법을 제시하고 있다.
교통접근성이 좋지 않은 기업에서 직원들 간의 카풀이용을 활성화하기 위하여 카풀서비스 제공자에게 유류비 등을 지원하는 것은 매우 일반적이다. 기업들이 주차장을 마련하는 것또한 직원들의 출퇴근을 독려하기 위함인데, 산업단지 등에 있는 기업들은 출퇴근 문제로 직원 채용에 불리한 측면을 만회하기 위한 자구책이다. 이러한 기업의 강력한 의지를 드라이브 삼아 새로운 서비스 모델을 창출하려는 움직임으로 해석할 수 있다.
기업들은 자기토지에 주차장을 보유하고 있으면서, 여러 회사가 연대하여 주차장을 공유하고, 승차공유를 제공한 직원에게 우선적인 주차장 사용권을 제공하는 것은 운전자에게 강력한 유입효과가 될 수 있다.

### 자율주행자동차 출퇴근
2021년에는 "자율주행차 단체고객 이동서비스 제공방법" 특허가 한국특허청에 등록되었다. 이 특허는 이웃하는 여러 기업에서 연대하여 직원들에게 자율주행차 기반의 승차공유 출퇴근 서비스를 제공하는 방법을 제시하고 있다. 2020년 가트너의 보고에 따르면, 자율주행자동차는 초기 엄청난 공급가격이 설정될 것으로 예측되며, 이 고가의 공급가격을 상쇄시킬 서비스모델이 반드시 필요하다고 지적했다.
기업체들이 연합하여 자율주행자동차 출퇴근 서비스를 제공하는 것은, 기업입장에서는 자율주행차 출퇴근으로 인해 기업의 교통접근성을 향상시키면서도 주차장으로 토지를 남용하지 않게 하는 매우 경제적인 효과를 기대할 수 있는 솔루션이 될 수 있다. 
본 특허는 기업체들이 토지이용료를 줄여 자율주행자동차로 출퇴근서비스를 제공하는 것이 경제적으로 훨씬 이득이 되는 점을 파악하여 이점에 부합하는 비즈니스 모델을 특허로 등록했다는 특징이 있다.
현재는 많은 자율주행자동차 기업들이 택시, 버스, 트럭 등의 기존 서비스 모델을 대체하기 위해 노력하고 있지만, 초기에 대단위 이동서비스 수요가 있는 기업들의 출퇴근 시장에서 큰 수요가 발생될 수 있을 것으로 보인다.

## 같이 보기
- 우버
- 리프트
- 카카오 T